# Rette mich
"Rette Mich" (pol. "Ratuj mnie") – singel grupy Tokio Hotel wydano 10 marca 2006.

## Lista utworów
1. "Rette Mich (Video Version)"
2. "Rette Mich (Akustik Version)"

### Maksi-singel
1. "Rette Mich (Video Version)"
2. "Rette Mich (Akustik Version)"
3. "Thema Nr.1 (Demo 2003)"
4. "Durch Den Monsun (Live Video)"
5. "Rette Mich (Video)"